# Katia Levitsky
Katia Levitsky ((in ucraino Катя Левицька?, Katja Levyc'ka; in ebraico קטיה לויצקי‎?); Mykolaïv, 2 novembre 1985) è un'ex cestista ucraina naturalizzata israeliana.
Alta 188 cm, giocava come ala.

## Carriera
Con Israele ha disputato tre edizioni dei Campionati europei (2007, 2009, 2011).